# Серошапочный бурый бюльбюль
Серошапочный бурый бюльбюль (лат. Xanthomixis cinereiceps) — вид воробьиных птиц из семейства Bernieridae.

## Описание
Длина тела около 14 см. Масса 13,5—24,5 г.
Этих птиц считают преимущественно насекомоядными. Гнездование наблюдали в ноябре, а птенцов — в ноябре — декабре. Исследователи зафиксировали случай кормления двух птенцов тремя взрослыми особями серошапочного бурого бюльбюля.
Эндемик Мадагаскара, встречаются только на севере (северо-западе) и востоке острова, где обитают в вечнозелёных горных лесах.
МСОП присвоил виду охранный статус «Близки к уязвимому положению» (NT).

## Ссылка
- Fishpool L. and J. A. Tobias (2020). Gray-crowned Tetraka (Xanthomixis cinereiceps), version 1.0. In Birds of the World (J. del Hoyo, A. Elliott, J. Sargatal, D. A. Christie, and E. de Juana, Editors). Cornell Lab of Ornithology, Ithaca, NY, USA. https://doi.org/10.2173/bow.gyctet1.01